# Nyúlásmérő bélyeg

Tipikus nyúlásmérő bélyeg. A bélyeg sokkal érzékenyebb függőleges, mint vízszintes irányban. Az aktív területen kívüli jelölések a kívánatos felhelyezési irány betartását segítik felragasztáskor

A nyúlásmérő bélyeg egy test megnyúlásának mérésére szolgáló eszköz. A nyúlásmérő bélyeget Edward E. Simmons és Arthur C. Ruge találta fel 1938-ban. Leggyakoribb típusa rugalmas elektromos szigetelő fóliából áll, melyre megfelelő alakú, elektromosan vezető réteg van rádolgozva. A bélyeget a mérendő objektumra ragasztják megfelelő szilárdságú ragasztóval. Ha a test alakváltozást szenved, vele együtt deformálódik a nyúlásmérő bélyeg is, miközben megváltozik a vezető elektromos ellenállása. Az ellenállás változása, melyet általában Wheatstone-híddal mérnek, a megnyúlással arányos. 
Nyúlásmérő bélyeget ma széles körben használnak erőmérő cellákban, mérlegekben, kísérleti berendezésekben. Egyik nagy előnye, hogy működő berendezések és szerkezetek feszültségviszonyai is tanulmányozhatók segítségével, anélkül, hogy meg kellene változtatni valamit a mérendő objektumon.

## Működése
Ha egy elektromos vezető (például egy alumínium huzal) rugalmassági határán belül hosszirányban megnyúlik, egyúttal csökken a keresztmetszete. Ebből következően elektromos vezetőképessége is csökken, vagyis nő az ellenállása. Hasonló, de ellentétes irányú változás zajlik le akkor, ha egy vezetőt nyomásnak tesznek ki anélkül, hogy kihajlást szenvedne. Ekkor a vezető hossza megrövidül, keresztmetszete nő, és ennek megfelelően nő a villamos vezetőképessége is.  Elektromos ellenállásának méréséből kiszámítható a megnyúlás és a fajlagos nyúlás értéke. A legtöbb nyúlásmérő bélyeg vékony nyúlóképes műanyag fóliára cikk-cakk alakban felvitt vékony fémrétegből áll, melynek alakja olyan, hogy a mérendő irányban nagy legyen a fent leírt ellenállásváltozás, az erre merőleges irányban pedig lehetőleg kicsi. Ha egy ilyen bélyeget fémalkatrészre ragasztanak olyan módon, hogy a nyúlásmérő bélyeg együtt deformálódhasson a mérendő darabbal, akkor az alkatrész terhelésekor a bélyeg ellenállásának változásából a vizsgálandó test helyi fajlagos nyúlását ki lehet számítani. Ha egyirányú feszültségi állapotban van a test, akkor a Hooke-törvényből a rugalmassági modulus ismeretében közvetlenül számítható a test felületén ébredő helyi mechanikai feszültség.

## Bélyegállandó

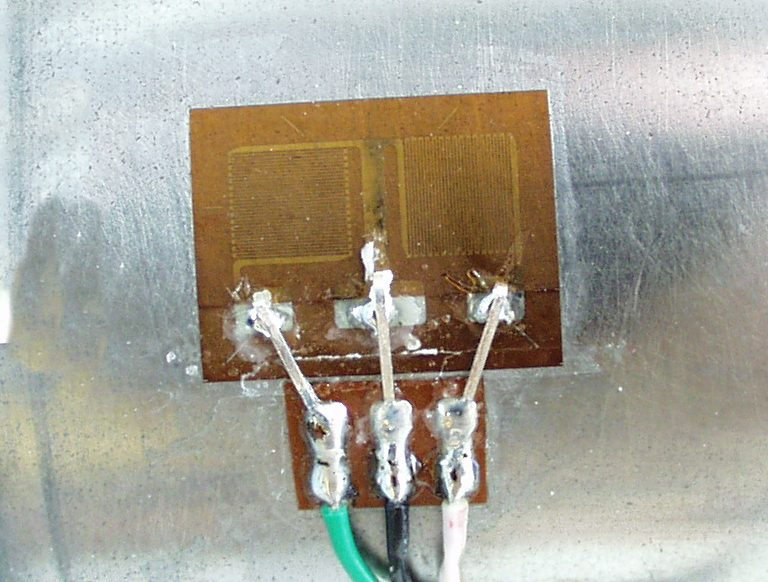
Felragasztott nyúlásmérő bélyeg, hőmérsékleti kompenzációval

A nyúlásmérő bélyeg {\displaystyle g} átalakítási tényezőjét, vagy másképp bélyegállandóját az alábbi gondolatmenet szerint kapjuk meg:
A vezető eredeti ellenállása:
{\displaystyle R=\rho {\frac {l}{A}}}
ahol
{\displaystyle \rho \,} a vezető anyagának fajlagos ellenállása,
{\displaystyle l\,} a vezető eredeti hossza és
{\displaystyle A\,} a vezető eredeti keresztmetszete.
A megnyúlás alatt a relatív ellenállás-változás:
{\displaystyle {\frac {\Delta R}{R}}={\frac {\Delta \rho }{\rho }}+{\frac {\Delta l}{l}}-{\frac {\Delta A}{A}}} levezethető, hogy {\displaystyle {\Delta R \over R}} ≈ {\displaystyle 2\cdot {\Delta l \over l}}, általában {\displaystyle {\Delta R \over R}=k\cdot {\Delta l \over l}}
ahol 
{\displaystyle \epsilon ={\frac {\Delta l}{l}}} a fajlagos nyúlás.
A keresztmetszet megváltozása kifejezhető a fajlagos nyúlással:
{\displaystyle {\frac {\Delta A}{A}}=-2\mu \epsilon }
ahol 
{\displaystyle \mu \,} a Poisson-tényező. Behelyettesítve:
{\displaystyle {\frac {\Delta R}{R}}={\frac {\Delta \rho }{\rho }}+\epsilon (1+2\mu )}
Végül a bélyegállandó (angolul gauge factor) értéke:  
{\displaystyle g={\frac {\frac {\Delta R}{R}}{\epsilon }}={\frac {\frac {\Delta \rho }{\rho }}{\epsilon }}+1+2\mu }
Fémfólia nyúlásmérő bélyegeknél az átalakítási tényező vagy bélyegállandó értéke általában 2-2,7 közötti érték. A nyúlásmérő bélyegek szokásos aktív hossza 2-10 mm. A nyúlásmérő bélyeg az aktív hossz alatti átlagfeszültséget képes mérni, általában 3-5% pontossággal.
| Anyag           | Összetétel                           | Bélyegállandó |
| --------------- | ------------------------------------ | ------------- |
| Konstantán      | 54% Cu 45% Ni 1% Mn                  | 2,05          |
| Nichrome V      | 80% Ni 20% Cr                        | 2,2           |
| Chromol C       | 65% Ni 20% Fe 15% Cr                 | 2,5           |
| Platina-volfrám | 92% Pt 8% W                          | 4,0           |
| Platina         | 100% Pt                              | 6,0           |
| Szilícium       | 100% p-Typ Si: B( bór nyomokban)     | +80…+190      |
| Szilícium       | 100% n-Typ Si: P (foszfor nyomokban) | −25…−100      |

## A hőmérséklet hatása
A hőmérséklet változása többféleképpen is befolyásolja a mérést. Egyrészt a mérendő objektum hőtágulást szenved, melyet a bélyeg megnyúlásként fog észlelni, másrészt a bélyeg anyagának és a hozzá vezető huzaloknak az ellenállása változik a hőmérséklet függvényében.
A legtöbb nyúlásmérő bélyeg konstantán ötvözettel készül. Több olyan konstantán és karma ötvözet létezik, melyek a nyúlásmérő bélyegeknél fellépő hőmérsékleti hatásokat automatikusan kiegyenlítik. Mivel a vizsgálandó test különböző anyagokból készülhet, melyek hőtágulási együtthatója is különböző, ezért a megfelelő anyagú nyúlásmérő bélyeg kiválasztása fontos. 
Wheatstone-híd segítségével még nem önkompenzáló  bélyegeknél is kiküszöbölhető a hőmérséklet zavaró hatása. Ekkor a hídra két felragasztott és két nem felragasztott (nyúlásnak nem kitett) bélyeget kell kapcsolni, melyek hőmérséklete megegyezik a mérendő test hőmérsékletével.

## Más típusú bélyegek
Kis megnyúlások mérésére félvezetős nyúlásmérő bélyegeket használnak, melyek a piezoellenállás elvén működnek. Bélyegállandójuk általában nagyobb, drágábbak, a hőmérsékletváltozásra érzékenyebbek és sérülékenyebbek, mint a fólia típusúak.  
Fiziológiai alkalmazásoknál, például vérnyomásmérésnél, dagadásoknál speciális gumiban higany nyúlásmérő bélyegeket használnak. Ez a bélyeg vékony gumicsőbe zárt, kis mennyiségű folyékony higanyt tartalmaz, melyet például ujj vagy lábszár köré kötnek. A testrész megduzzadásakor a megnyúló bélyeg elektromos ellenállása megváltozik.

## Gyakorlati felhasználás
A nyúlásmérő bélyegek egyik tipikus felhasználási területe a szilárdsági mérések a kutatás-fejlesztési, termékfejlesztési feladatok során. Ilyen méréseknél közvetlenül a mérendő objektumra ragasztják fel a bélyeget, erre a célra szolgáló speciális ragasztóval, a megfelelően előkészített felületre. A bélyeget úgy kell kiválasztani, hogy az megfeleljen a várható terhelésnek, terhelés típusnak. Amennyiben csak egy ismert főirányban vagy adott irányban kell nyúlást mérni, akkor egyirányú (egyelemű vagy lineáris) bélyeget kell használni, és a várható megnyúlás irányába kell felragasztani. Előfordulhat, hogy mindkét ismert főirányban kell nyúlást mérni, ebben az esetben lehet használni a kétirányú (kételemű vagy T alakú) nyúlásmérő bélyegeket. Egyedi nyomatékmérő tengelyek készítésére szintén kétirányú bélyegeket használnak, de ebben az esetben nem a T alakúakat, hanem az úgynevezett halszálka (V alakú) bélyegeket használják, egy tengelyen egymástól 180°-ra két darabot. Ha egyáltalán nem ismerik előzetesen a főirányokat, akkor rozettát alkalmaznak. Segítségével a mért nyúlásokból számíthatók a főirányok, főnyúlások.
A szerkezetanalízis nem csak a kutatás-fejlesztés során lehet hasznos, hanem a tartós infrastruktúra felügyeleti alkalmazásoknál, mint hidak, alagutak, csővezetékek, épületek, építmények, acélszerkezetek monitorozása. Ezeknél a feladatoknál szintén a mérendő objektumra közvetlenül ragasztják fel a bélyegeket, majd megfelelő mérőpont-védelem után éveken, évtizedeken keresztül időszakosan vagy folyamatosan zajlanak a mérések. A megfelelő adatok birtokában előre lehet jelezni a szerkezetek elhasználódását, meg lehet tervezni a szükséges karbantartások időpontját, még a kritikus állagromlás előtt.
A mérőeszköz gyártók is nagy számban használnak nyúlásmérő bélyeget a szenzoraikban. Tipikusan nyúlásmérő bélyegen alapuló szenzorok:
- nyúlásmérő szenzor
- erőmérő cella
- mérleg, mérlegcella
- nyomatékmérő tárcsa, nyomatékmérő tengely
- nyomástávadó
- gyorsulásérzékelő

## Síkbeli alakváltozás mérése - rozetta számítások

60°-os rozetta

A mérendő objektum felületén, amelyre a nyúlásmérő bélyeget ragasztják, síkbeli feszültségi állapot van, illetve, ha térbeli (például nyomásból származó feszültség), akkor a felületre merőleges érték ismert. A legtöbb gyakorlatilag fontos esetben előre ismert a főfeszültségek és így a főnyúlások iránya. Ilyenkor két nyúlásmérő bélyeg vagy egy kétirányú (T alakú) bélyeg segítségével, melyet a főnyúlások irányába ragasztanak fel, a teljes nyúlási állapot meghatározható. (Más irányú fajlagos nyúlások a nyúlási tenzor segítségével számíthatók). 
Abban az esetben, ha a főnyúlások iránya nem ismert, akkor rozettával lehet meghatározni a főirányokat és a főnyúlások nagyságát. A rozetta három, egymáshoz képest meghatározott szöggel elforgatott nyúlásmérő bélyegből áll, melyeket egy fóliára dolgoztak fel. Két rozetta elrendezés terjedt el: a 0°/60°/120° és a 0°/45°/90° elrendezés.Az ábrán egy 0°/60°/120°-os rozetta látható, a három bélyeg jelölése a, b és c. A bélyegeken mért nyúlások (általában nem főnyúlások) jelölése {\displaystyle \epsilon _{a}\,}, {\displaystyle \epsilon _{b}\,} és {\displaystyle \epsilon _{c}\,}. Ezekből az adatokból a Mohr-körök segítségével megszerkeszthető vagy a nyúlási tenzorból kiszámítható a két főnyúlás és a főtengelynek az a bélyeg tengelyével bezárt {\displaystyle \varphi \,} szöge. Ezek az értékek 0°/60°/120°-os rozetta esetén:
{\displaystyle A={\frac {\epsilon _{a}+\epsilon _{b}+\epsilon _{c}}{3}}}
{\displaystyle B={\frac {\sqrt {(2\epsilon _{a}-\epsilon _{b}-\epsilon _{c})^{2}+3(\epsilon _{b}-\epsilon _{c})^{2}}}{3}}}
{\displaystyle \epsilon _{1}=A+B\,}
{\displaystyle \epsilon _{2}=A-B\,}
{\displaystyle \mathrm {tg} 2\varphi ={\frac {{\sqrt {3}}(\epsilon _{b}-\epsilon _{c})}{2\epsilon _{a}-\epsilon _{b}-\epsilon _{c}}}}